# Orthetrum erythronigrum
Orthetrum erythronigrum — вид бабок родини справжніх бабок (Libellulidae). Описаний у 2020 році.

## Поширення
Ендемік Нікобарських островів. Виявлений на острові Великий Нікобар у Великонікобарському біосферному заповіднику. 

## Опис
Самець чорного кольору з контрастним малиновим черевцем. Самиця вирізняється своїми великими розмірами, чорною неметалічною головою, чорними грудьми та червоним черевцем з чітко вираженим чорним малюнком. 